# Nová Ves nad Popelkou
Nová Ves nad Popelkou é uma comuna checa localizada na região de Liberec, distrito de Semily.